# ビジネス会話力検定
ビジネス会話力検定は、一般財団法人 全国就職活動支援協会が主催・運営する検定試験である。

## 概要
当検定試験は、実務現場における適切な会話（ビジネス会話）の技能を測定することを目的としている。

受験資格は特に設けていないが、主に就職活動中の大学生の面接試験対策や、入社間もない新入社員への基礎研修を目的に実施される事が多い。

## 試験内容
試験は電話上で実施される（携帯電話も可）ため、試験会場は存在しない。

試験の流れは各級以下の通りとなる。
1. 受験申込完了後、受験者の自宅に受験票が送付されるので、受験用電話番号に電話をかける。
2. 自動音声案内に従い、受験票の記載内容を入力する。
3. 自動音声の課題に対し、口頭で適切な回答を行う。
4. 回答は全て音声データとして保存され、全国就職活動支援協会にて採点が行われる。
5. 合格基準に達した場合、資格認定となり、合格証書および認定カードが自宅に送付される。

各級ごとの出題内容は以下の通りとなる。

### 一般部門
質問数は全12問、所要時間は15分となる。
| 職場会話 | 仕事場での日常会話力を判定する。   |
| 電話会話 | 電話対応のスキルを判定する。       |
| 接客会話 | 来客と接する際の対応力を判定する。 |

### 上級部門
質問数は全15問、所要時間は20分となる。
| 職場会話 | 仕事場での日常会話力を判定する。   |
| 電話会話 | 電話対応のスキルを判定する。       |
| 接客会話 | 来客と接する際の対応力を判定する。 |
| 英語会話 | ビジネス英会話力を判定する。       |

## 備考
電話受験という特性上、電波状態が良好な場所を確保する必要がある。

## 参考書
試験対策用の参考書として、以下の書籍がある。
- 「ビジネス会話力検定 公式テキスト」（石井典子、日本能率協会マネジメントセンター、2010年） ISBN 978-4820746232